# Crossodonthina
Genre
Crossodonthina est un genre de collemboles de la famille des Neanuridae.

## Distribution
Les espèces de ce genre se rencontrent en Asie et en Océanie.

## Liste des espèces
Selon Checklist of the Collembola of the World (version du 8 octobre 2019) :
- Crossodonthina alatoserrata Yosii, 1965
- Crossodonthina altamontana Yoshii, 1981
- Crossodonthina appendiculata Yosii, 1956
- Crossodonthina bidentata Luo & Chen, 2009
- Crossodonthina formosana Yosii, 1955
- Crossodonthina hainana Xiong, Chen & Yin, 2005
- Crossodonthina koreana Yosii & Lee, 1963
- Crossodonthina montana Lee & Kim, 1990
- Crossodonthina nipponica Yosii, 1954
- Crossodonthina radiata (Salmon, 1941)
- Crossodonthina tiantongshana Xiong, Chen & Yin, 2005
- Crossodonthina tridentiens Yue & Yin, 1999

## Publication originale
- Yosii, 1954 : Hohlencollembolen Japans I. Kontyu Tokyo, vol. 20, p. 62-70.